# Rodney Rothman
Rodney Rothman là một nhà văn, nhà sản xuất và đạo diễn phim người Mỹ. Năm 2005, Rothman viết cuốn sách Early Bird: A Memoir of Premature Retirement. Anh ấy đã được đề cử năm giải Primetime Emmy cho Tác phẩm đột phá cho chương trình tạp kỹ. Anh cũng là nhà biên kịch cho các phim điện ảnh Grudge Match, Cớm đại học và Người Nhện: Vũ trụ mới. Anh đồng thời cũng là đồng đạo diễn của Người Nhện: Vũ trụ mới với Bob Persichetti và Peter Ramsey, và đồng biên kịch với Phil Lord. Đóng góp của anh trong bộ phim đã giúp anh nhận về giải Oscar cho Phim hoạt hình hay nhất, giải Quả cầu vàng cho Phim hoạt hình hay nhất và giải Annie cho Đạo diễn và Kịch bản phim điện ảnh xuất sắc.

## Danh sách phim

### Truyền hình
| Năm       | Tên                            | Biên kịch | Đạo diễn | Ghi chú |
| --------- | ------------------------------ | --------- | -------- | --- |
| 1995–2000 | Late Show with David Letterman | Có        | Có       | Biên kịch tập sự (1995–1996); Biên kịch chính (1996–1998); Trưởng nhóm biên kịch (1998–2000); Sản xuất (1999–2000) |
| 2001–2002 | Undeclared                     | Có        | Giám sát | |
| 2004      | Game Over                      | Không     | Tư vấn   | |
| 2004      | $5.15/hr.                      | Có        | Giám đốc | Tập mở đầu cho HBO                                                                                                 |
| 2005      | Early Bird                     | Không     | Giám đốc | Nhà sáng tạo; Tập mở đầu cho NBC                                                                                   |
| 2005      | Committed                      | Có        | Giám sát | |
| 2006      | Help Me Help You               | Có        | Giám đốc | |
| 2006      | Giải Grammy lần thứ 78         | Có        | Không    | |
| TBA       | The Promised Neverland         | Không     | Giám đốc | Đạo diễn |

### Phim điện ảnh
| Năm  | Tên                    | Đạo diễn | Biên kịch | Notes |
| ---- | ---------------------- | -------- | --------- | --- |
| 2013 | Grudge Match           | Không    | Có        | Đồng biên kịch (với Tim Kelleher)                                                                                 |
| 2014 | Cớm đại học            | Không    | Có        | Đồng biên kịch (với Michael Bacall và Oren Uziel)                                                                 |
| 2018 | Người Nhện: Vũ trụ mới | Có       | Có        | Phim điện ảnh đạo diễn đầu tay Đồng đạo diễn (với Bob Persichetti và Peter Ramsey) Đồng biên kịch (với Phil Lord) |

| Giam đốc sản xuất - Forgetting Sarah Marshall (2008) - Year One (2009) - The Five-Year Engagement (2012) |  | Sản xuất - Get Him to the Greek (2010) - Popstar: Never Stop Never Stopping (2016) |